# Neon Indian
Neon Indian es una banda indie de Denton, Texas. Está compuesta la música por Alan Palomo (nació el 24 de julio de 1988), también conocido por su trabajo con la banda Ghosthustler y como el artista VEGA. Su debut fue con, Psychic Chasms, ha recibido muchas críticas favorables, incluyendo la designación de Mejor Música Nueva y mejor álbum de 14 de 2009 por  Pitchfork. The Rolling Stone nombró a Neon Indian una de las mejores nuevas bandas de 2010

## Historia

### Origen
Alan Palomo nació en Monterrey, México se mudó a San Antonio, Texas a la edad de 5 años, se trasladó a Denton, Texas para acudir a la Universidad del Norte de Texas. A medida que creció durante la mayor parte de sus años de escuela preparatoria, había sido ya escribir e interpretar música antes de la creación de Neon Indian, en los proyectos Ghosthustler y VEGA.
Poco antes de la liberación de Psychic Chasms, Palomo dijo que planeaba lanzar otro álbum como VEGA, aunque esto todavía no ha sucedido, y no está claro si alguna vez suceda. En una entrevista, Palomo cita a su padre como una influencia musical " simplemente porque así es como se gana la vida - tenía una breve restricción en los años 70 y principios de los 80 como una estrella del pop mexicano ". Palomo también compartió que muestra algunos de los materiales de su padre en su trabajo con Neon Indian.
El nombre de Neon Indian fue concebido por una exnovia de Palomo, quien también fue de mucha inspiración en el tema "Should Have Taken Acid With You." La canción fue presentada originalmente como una disculpa para una cita a tomar ácido que se perdió. Su reacción positiva a la canción Palomo impulsó a seguir escribiendo más canciones como Neon Indian.

### Psychic Chasms
El 13 de octubre de 2009, Palomo lanzó su LP debut Psychic Chasms de Lefse Records. El álbum fue designado Mejor Música Nueva en el sitio web de música Pitchfork Media. Pitchfork también clasificó dos temas de Psychic Chasms en su lista de las 100 mejores canciones de 2009. Pitchfork clasificó "Psychic Chasms" en el lugar 14 de sus 50 mejores álbumes del 2009 en su lista personal. "Should Have Taken Acid With You" fue clasificada en el lugar 74 de las mejores 100 pistas del año y "Deadbeat Summer" (usando sonidos de Izzat Love? hecha por Todd Rundgren) en el lugar 13. The Hype Machine clasificó Psychic Chasms como el mejor álbum en el lugar 47 de Spin Magazine 2009 Spin Magazine elogió el álbum por su "collage de ensueño de las muestras y los tonos de sintetizador"

### Mind Ctrl: Psychic Chasms Possessed
Mind Ctrl: Psychic Chasms Possessed fue lanzado en el Reino Unido en la etiqueta Static Tongues en el 20 de septiembre de 2010. Incluye todas las pistas originales de la versión de EE.UU., y además de "Sleep Paralysist" y remixes para varias de los temas de Psychic Chasms.

### Era Extraña
Grabado en Helsinki, Finlandia durante el invierno del 2010, Era Extraña (con un título en español) fue revelado el 13 de septiembre de 2011, por Static Tongues. Después de liberar el álbum Palomo reveló un tour o gira por casi todo el mundo junto con Purity Ring y Com Truise.
El 20 de abril de 2011, Palomo lanzado un clip de su nuevo álbum titulado Heart: Attack, que incluyó clip's de Palomo en Helsinki, Finland mientras que una nueva canción titulada Heart: Release sonaba de fondo.  Se dice que es la primera de una pieza instrumental de tres partes que se presentarán en el futuro álbum.
Cuando fue liberado, NPR nos dejó oír Era Extraña por primera vez como una demostración.

### ERRATA ANEX
ERRATA ANEX es un EP de Neon Indian el cual contiene remezclas del álbum Era Extraña, hechos por las siguientes bandas: Twin Shadow, Actress, Boyd Rice, Optimo y Pattern.
Antes de que se lanzará este EP el líder de la banda, Alan Palomo anunció:
“Estos remixes son una pequeña colección que reuní durante el último año, mientras estaba en el tour de “Era Extraña”. Los artistas fueron seleccionados por qué eran los que más sonaban en mis audífonos. Esperamos que las disfruten”.

### VEGA INTL. Night School
VEGA INTL. Night School es el tercer álbum de estudio de Neon Indian él se ve una clara fusión de VEGA su antiguo proyecto y Neon Indian.
Líder de la banda, Alan Palomo lo anunció en su sitio web, junto con un Tour que empieza en sus tierras natales México.

## Trabajos actuales y próximos
Se anunció que se habían registrado algunas pistas recientemente con Emma Bunton para un posible próximo lanzamiento en 2013. Fue definido si será una parte de su cuarto álbum, o uno de sus proyectos. 
En septiembre de 2013, Neon Indian lanzado un tema exclusivo de Grand Theft Auto V, titulado "Change of Coast" que actualmente se desconoce si se trata de una parte de un proyecto nuevo. Palomo no ha dado ninguna explicación de la nueva canción a pesar de su aparición en el juego.
El 26 de mayo de 2015, Alan Palomo mediante sus redes sociales publicó una nueva canción llamada "Annie".
El 13 de agosto de 2015, Alan anunció el Tracklist y portada del nuevo álbum que llevará el nombre "VEGA INTL. Night School".

## Importantes Conciertos
Cuando se presenta en vivo, Palomo se une con una banda en vivo, compuesta por Jason Faries (batería), Leanne Macomber (teclado y voz) y Lars Larsen (visuales en vivo).  Ronald Gierhart tocaba la guitarra y cantaba en el grupo en vivo antes de 2011, terminando la universidad, comenzó un proyecto en solitario (Ronnie Heart).
El 11 de febrero de 2010, Neon Indian tuvo su debut en la televisión nacional en la NBC Late Night with Jimmy Fallon. La banda interpretó un set de las canciones "Terminally Chill" and "Ephemeral Artery".
Neon Indian ha desempeñado varios festivales importantes de música independiente, incluyendo Moogfest, North Coast Music Festival South by Southwest, Bonnaroo Music Festival, Pitchfork Music Festival, Sasquatch! Music Festival, Coachella Valley Music and Arts Festival, MtyMx All Ages Festival of Art and Music, Monolith Festival, Virgin Mobile Festival, Austin City Limits Festival, Free Press Summer Fest, Emmabodafestivalen, Incubate, Bestival, Camp Bisco y por último en el Corona Capital 2012. 
Neon Indian ha estado de gira con bandas como Phoenix, Prefuse 73, Miniature Tigers, Massive Attack, Chromeo, Sleigh Bells, Real Estate y Wild Nothing.

## Discografía

### Álbumes
| Año  | Detalles del Álbum                                                                                  | Clasificación del Álbum | Clasificación del Álbum |
| Año  | Detalles del Álbum                                                                                  | US                      | US Dance                |
| ---- | --------------------------------------------------------------------------------------------------- | ----------------------- | ----------------------- |
| 2009 | Psychic Chasms - Revelado el: 13 de octubre de 2009 - Discografía: Lefse Records                    | –                       | 11                      |
| 2010 | Mind Ctrl: Psychic Chasms Possessed - Revelado: 28 de septiembre de 2010 - Discografía: Fader Label | –                       | –                       |
| 2011 | Era Extraña - Revelado: 13 de septiembre de 2011 - Discografía: Static Tongues/Mom + Pop            | 74                      | 4                       |
| 2015 | VEGA INTL. Night School - Revelado: 16 de octubre de 2015 - Discografía: Mom + Pop                  | -                       | -                       |

### EP
- 2011: Flaming Lips 2011: The Flaming Lips with Neon Indian
- 2013: ERRATA ANEX

### Sencillos
- 2009: "Deadbeat Summer"  (2009 Top 20 Underground/Indie Pop Charts)"
- 2010: "6669 (I Don't Know If You Know)" (Indie/Underground radio airplay - Enero 2010)
- 2010: "Sleep Paralysist" **  (Marzo 2010)
- 2011: "Fallout" (Julio–Agosto 2011)
- 2011: "Polish Girl" (Agosto 2011)
- 2012: "Hex Girlfriend" (Marzo 2012)
- 2013: "Halogen(I Could Be A Shadow)" (Abril 2013)
- 2013: "Change of Coast (Banda Sonora del Grand Theft Auto V | Septiembre 2013)"
- 2015: "Annie" (Mayo 2015)
- 2015: "Slumlord" (Agosto 2015)
- 2015: "The Glitzy Hive" (Octubre 2015)

** (este sencillo fue escrito y grabado con Chris Taylor de Grizzly Bear para Green Mountain Dew Series Sound Label)